# Charles Wesley
Charles Wesley (18 tháng 12 năm 1707 - 29 tháng 3 năm 1788), là một trong ba người đã sáng lập Phong trào Giám Lý. Hai người còn lại là John Wesley, anh ruột của Charles, và George Whitefield, một nhà truyền giảng khác. Mặc dầu hai anh em rất thân nhau và có cùng một chí hướng, nhưng John Wesley và Charles Wesley có vài khác biệt. John Wesley trình bày niềm tin Cơ Đốc giáo qua những bài giảng và sách báo. Charles Wesley thực hiện những điều đó qua âm nhạc và thánh ca. John Wesley, dầu trái với ý muốn, đã tách ra khỏi Anh giáo. Charles Wesley, ngược lại, vẫn trung thành phục vụ trong Giáo hội Anh cho đến cuối đời.

## Tiểu sử
Charles Wesley là con trai của bà Susanna Wesley và Mục sư Samuel Wesley. Giống anh mình, Charles Wesley ra đời tại Epworth, Lincolnshire, Anh Quốc khi Samuel Wesley quản nhiệm nhà thờ tại đó. Charles Wesley theo học tại Westminster School, rồi nối gót anh mình vào Christ Church College, một trường thuộc Đại học Oxford danh tiếng của nước Anh.
Tại đại học, nhận thấy đời sống thiếu đạo đức trong xã hội thời đó, Charles Wesley thành lập một nhóm học Kinh Thánh và cầu nguyện (1727). Một số bạn đồng học hưởng ứng và tham gia. John Wesley tham gia nhóm này vào năm 1729 và sau đó trở thành người lãnh đạo. George Whitefield sau đó cũng tham gia. Ngoài giờ học, các sinh viên này dành thì giờ học Kinh Thánh, cầu nguyện, làm việc, giúp đỡ những người nghèo, thăm viếng những người bị tù do thiếu nợ của những quý tộc thời đó. Vì thì giờ eo hẹp, để có thể làm được tất cả những điều này, John và Charles Wesley cùng những người bạn phải đặt thời khóa biểu chính xác: giờ nào tương giao với Chúa, giờ nào dành cho chính mình và giờ nào dành cho tha nhân. Những sinh viên khác trong trường chế giễu những người này, gọi họ là "Câu lạc bộ Thánh" (Holy Club) và những "người làm việc theo phương pháp" (Methodist). Phong trào Giám Lý khởi đầu từ đó. Về sau, những từ ngữ chọc ghẹo này đã trở thành tên chính thức của Giáo hội Giám Lý. Thuật từ Methodist khi dịch sang tiếng Việt gồm hai chữ: "Giám" nghĩa là soi sét, so sánh, đối chiếu; và "Lý" là đạo lý, nguyên lý, lý luận và chỉnh lý. Thuật từ này thể hiện quan điểm của tín hữu Giám Lý: so sánh những điều xảy ra trong cuộc sống với những nguyên tắc được dạy dỗ trong Thánh Kinh, phân tích để tìm hiểu và sửa lại cho đúng với căn nguyên.
Sau khi tốt nghiệp tại Đại học Oxford, Charles Wesley được phong chức mục sư vào năm 1735. Sau đó, ông cùng anh mình là John Wesley dâng mình làm truyền giáo tại Georgia, Hoa Kỳ trong một năm. Lúc đó, Hoa Kỳ vẫn còn là thuộc địa của Anh. Sau đó, hai anh em quay lại nước Anh và khởi xướng Phong trào Giám Lý. Phong trào bộc phát từ năm 1739. Phong trào bị bách hại rất nhiều bởi giới lãnh đạo Anh giáo, nhưng vẫn phát triển mạnh mẽ. Đến năm 1785 đã có hơn 150 ngàn tín hữu.
Trong khi John Wesley dùng bài giảng và ngòi viết của mình để chia sẻ niềm tin, Charles Wesley dùng âm nhạc và thánh ca. Ông viết gần năm ngàn năm trăm bài thánh ca về đức tin và sinh hoạt của tín hữu Cơ Đốc. Những bài thánh ca này thể hiện những quan điểm thần học sâu sắc, ảnh hưởng sâu đậm trên Phong trào Giám Lý vào lúc đó. Một số nhà nghiên cứu nhận định rằng những bài giảng của John Wesley được lắng nghe bởi một số người vào thời đó, nhưng những thánh ca của Charles Wesley khích lệ hàng triệu người khắp thế giới cho đến bây giờ. Trong suốt gần ba trăm năm qua, những thánh ca của Charles Wesley được hát khắp nơi; không phải chỉ trong cộng đồng 75 triệu tín hữu Giám Lý khắp thế giới nhưng trong nhiều giáo phái Kháng Cách và trong các nhà thờ Công giáo. Bên cạnh đó, Charles Wesley cũng viết lời cho hơn hai ngàn ca khúc khác.
Năm 1749, Charles Wesley thành hôn với Sarah Gwynne, một thiếu nữ trẻ, con gái của Marmaduke Gwynne, một người giàu có tại xứ Welsh. Khác với vợ của John Wesley, vợ của Charles Wesley ủng hộ ông rất nhiều trong chức vụ mục sư. Bà theo và ủng hộ chồng trong nhiều chương trình truyền giảng khắp Anh Quốc.
Charles and Sarah có tám người con, nhưng chỉ có ba người sống sót. Một người mang tên cha là Charles Wesley (1757-1834), một người mang tên mẹ là Sarah Wesley và một người mang tên ông nội là Samuel Wesley (1766–1837). Cả hai người con trai Samuel và Charles, thừa hưởng tài năng âm nhạc của cha. Họ là những nhà phong cầm và soạn nhạc xuất sắc. Tuy nhiên, chỉ có con của Samuel Wesley là Samuel Sebastian Wesley, về sau đã trở thành một nhà soạn nhạc danh tiếng của Anh Quốc vào thế kỷ 19.
Charles Wesley từ trần ngày 29 tháng 3 năm 1788.

## Những bài thánh ca nổi tiếng
Rất nhiều bài thánh ca của Charles Wesley vẫn còn phổ biến hiện nay. Một số bài đã được dịch sang tiếng Việt và in trong các thánh ca Tin Lành như sau:
- Bài Hát Trong Đêm
- Chúa Yêu Thương Tôi
- Đây Phận Sự Tôi Đảm Đương
- Điều Này Thật Sao!
- Giê-xu Đấng Hằng Yêu Thương Tôi (1740)
- Hỡi Thánh Vương Kíp Ngự Lai
- Kìa Thiên Binh Cùng Nhau Trỗi Hát
- Ngày Nay Chúa Phục Sinh
- Nguyền Tình Yêu Giáng Lâm (1747)
- Tâm Linh Ơi Hãy Vùng Lên
- Thiên Thần Hòa Ca
- Tôi Phải Đưa Đến Thiên Tòa Chăng?
- Tôn Vinh Chúa Linh Năng